# Noemi Gentile
Noemi „Noe“ Gentile (* 24. April 2000 in Waiblingen) ist eine deutsche Fußballspielerin. Seit dem 31. Juli 2024 ist sie Vertragsspielerin des FC Carl Zeiss Jena.

## Karriere

### Vereine
Gentile begann in Untertürkheim bei der dort ansässigen SG 07 Untertürkheim mit dem Fußballspielen und gelangte über den FSV Waiblingen zum SC Freiburg. Aus der Jugendmannschaft des SC Freiburg rückte sie im Alter von 17 Jahren in deren Zweite Mannschaft auf. In der Staffel Süd der seinerzeit zweigleisigen 2. Bundesliga bestritt sie 16 Punktspiele. Ihr Debüt im Seniorinnenbereich gab sie am 3. September 2017 (1. Spieltag) bei der 2:3-Niederlage im Auswärtsspiel gegen den TSV Schott Mainz mit Einwechslung für Michaela Seifritz in der 57. Minute. Dem Kader der Bundesligamannschaft zugleich angehörig, wurde sie jedoch für diese nicht eingesetzt.
Im Zeitraum vom 19. August bis zum 2. Dezember 2018 kam sie in acht weiteren Zweitligaspielen zum Einsatz – allerdings für den VfL Wolfsburg II. In dieser Zeit erzielte sie auch ihre ersten beiden Tore im Seniorinnenbereich, und diese an den ersten beiden Spieltagen. Zunächst erzielte sie den 1:0-Führungstreffer in der 25. Minute beim 1. FFC Turbine Potsdam II, dann den 3:2-Siegtreffer in der 78. Minute im Heimspiel gegen den FC Bayern München II. In der Rückrunde der Saison 2018/19 spielte sie – zum SC Freiburg II zurückgekehrt – für diesen achtmal in der drittklassigen Regionalliga Süd, in der Folgesaison 16 Mal.
Kam sie bislang als Abwehrspielerin zum Einsatz, spielte sie von 2020 bis 2022 als Mittelfeldspielerin für den Bundesligisten SC Sand. Ihr erstes von insgesamt 43 Bundesligaspielen bestritt sie am 6. September 2020 (1. Spieltag) bei der 0:6-Niederlage im Auswärtsspiel gegen den FC Bayern München mit Einwechslung in der 59. Minute für Dina Blagojević; ihr erstes von zwei Bundesligatoren erzielte sie am 6. März 2022 (15. Spieltag) beim 4:1-Sieg im Auswärtsspiel gegen den FC Carl Zeiss Jena mit dem Treffer zum 2:0 in der 66. Minute.  Mit dem Abstieg ihrer Mannschaft verließ sie diese und wechselte zur Saison 2022/23 zum 1. FFC Turbine Potsdam, deren Spielführerin sie sofort wurde. Im September 2022 riss sie sich ohne Fremdeinwirkung das Kreuzband und fiel bis zum Saisonende aus. Bereits im September 2016 hatte sie sich einen Kreuzbandriss zugezogen.
Am 7. Juli 2023 gab der Schweizer Superligist FC Basel auf seiner Website die Verpflichtung von Noemi Gentile als Neuzugang für Saison 2023/24 bekannt; ihre Vertragslaufzeit endet am 30. Juni 2026. Sie ist zu Beginn aufgrund eines erst gerade auskurierten Kreuzbandrisses vorsichtig ins Mannschaftstraining gestartet und ist seither zu vier Ligaeinsätzen für Rotblau gekommen. Zum Ende der Hinrunde verließ sie den FC Basel und kehrte im Januar 2024 zum SC Sand zurück.
Am 19. Januar 2024 wurde ihre Verpflichtung auf der Website des SC Sand öffentlich. Am 31. Juli 2024 wurde sie vom Bundesligaaufsteiger FC Carl Zeiss Jena verpflichtet.

### Nationalmannschaft
Gentile kam im Zeitraum von 2013 bis 2018 für die Nachwuchsnationalmannschaften des DFB der Altersklassen U15 bis U19 in insgesamt 18 Länderspielen zum Einsatz und erzielte insgesamt drei Tore.
Ihr Debüt als Nationalspielerin gab sie am 30. Oktober 2013 in Mühlheim am Main beim 6:0-Sieg über die Auswahl Schottlands mit Einwechslung für Lisa Schöppl in der 53. Minute. Mit der U16-Nationalmannschaft, für die sie im Jahr 2016 acht Länderspiele bestritt, nahm sie an dem vom 1. bis 7. Juli 2016 in Norwegen ausgetragenen Turnier um den Nordic Cup teil. Sie bestritt alle drei Spiele der Gruppe B gegen die Auswahlen Schwedens (4:1), der Niederlande (3:2) und Finnlands (9:0), sowie das mit 1:3 gegen die Auswahl Norwegens verlorene Finale. Ihr erstes Länderspieltor (überhaupt) erzielte sie am 13. Februar 2016 beim 6:0-Sieg über die Auswahl Schottlands in Vila Real de Santo António – im Rahmen des UEFA Development Tournaments – mit dem Treffer zum 3:0 in der 49. Minute.
Für die U17-Nationalmannschaft kam sie in drei Spielen des im österreichischen Enzesfeld-Lindabrunn ausgetragenen „Vier-Nationen-Turniers“ zum Einsatz und erzielte am 28. August 2016 beim 6:0-Sieg über die U17-Nationalmannschaft Rumäniens das Tor zum 4:0 in der 36. Minute, und zwei Tage später, beim 4:2-Sieg über die U17-Nationalmannschaft der Schweiz, das Tor zum 1:1 in der 35. Minute. 
Ihr letztes Länderspiel – zugleich das einzige für die U19-Nationalmannschaft – bestritt sie am 27. Juli 2018 in Biel/Bienne beim 2:0-Sieg über die Auswahl Norwegens im Halbfinale der Europameisterschaft.

## Erfolge
Nationalmannschaft
- Finalist U19-Europameisterschaft 2018
- Nordic-Cup-Finalist 2016

SC Freiburg II
- Meister Regionalliga Süd 2020